# Le Boupère
Le Boupère ist eine französische Gemeinde im Département Vendée in der Region Pays de la Loire.

## Geographie
Der Fluss Lay begrenzt die Gemeinde im Süden. Umgeben wird Le Boupère von den Nachbargemeinden Saint-Paul-en-Pareds im Norden und Nordwesten, Saint-Michel-Mont-Mercure im Norden und Nordosten, La Flocellière im Nordosten, Pouzauges im Osten, La Meilleraie-Tillay im Süden und Südosten, Monsireigne im Süden, Saint-Prouant im Südwesten, Rochetrejoux im Westen sowie Mouchamps im Westen und Nordwesten.

## Geschichte
Im 11. Jahrhundert wurde der Ort mit dem Namen Alba Petra (lat. weißer Stein) in den Karten verzeichnet.

### Bevölkerungsentwicklung
| Jahr      | 1962 | 1968 | 1975 | 1982 | 1990 | 1999 | 2006 | 2011 |
| Einwohner | 2537 | 2523 | 2762 | 2892 | 2832 | 2764 | 2824 | 3015 |

## Sehenswürdigkeiten

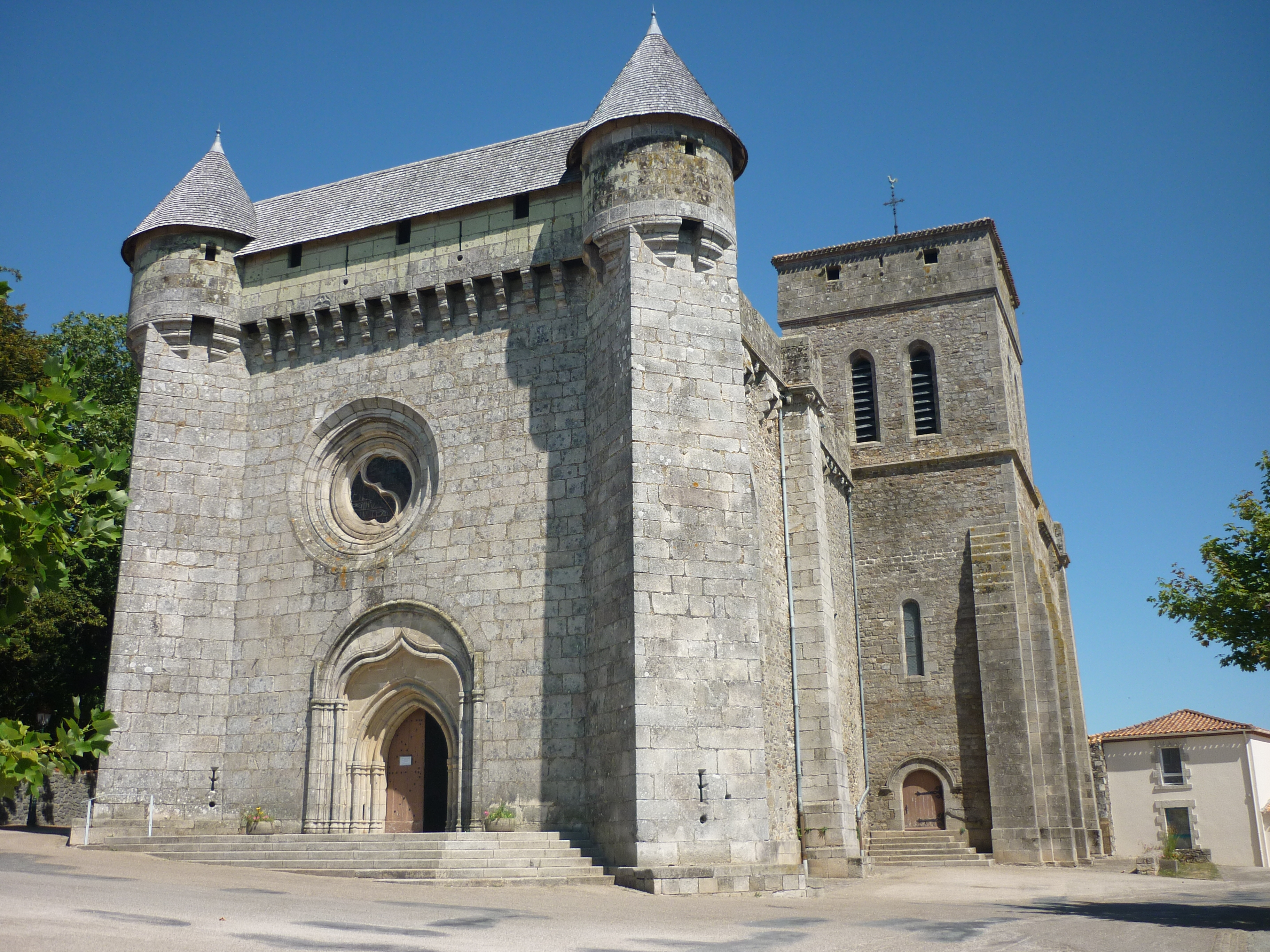
Wehrkirche Saint-Pierre

- Wehrkirche Saint-Pierre aus dem 12. Jahrhundert, zunächst im romanischen Stil errichtet, während des hundertjährigen Krieges Ende des 14. Jahrhunderts umgebaut, 1867 erweitert, seit 1862 Monument historique
- Schloss Le Fief-Milon aus dem 15. Jahrhundert
- Schloss La Pelissonnière mit Donjon von 1647, im 19. Jahrhundert umgebaut